# Farlige forbindelser
|  | For filmen af samme navn, se Farlige forbindelser (film) |
Farlige forbindelser er en fransk brevroman af Pierre Choderlos de Laclos. Den udkom anonymt i 1782, vakte betydelig skandale og var forbudt i store dele af 1800-tallet.
Grev de Valmont og markise de Merteuil er to libertinere, som tidligere har haft et forhold til hinanden og nu er hinandens fortrolige i deres erotiske jagt. Markisen vil have Valmont til at forføre den purunge Cécile Volanges, der lige er blevet taget ud af klosterskolen for at blive gift med en mand, som markisen er vred på. Men Valmont synes, at den fromme og lykkeligt gifte fru de Tourvel, der er på besøg hos hans gamle arvetante, er en mere interessant udfordring for hans evner som forfører.
Der udvikler sig et kompliceret mønster af intriger. Andre mennesker blander sig på forskellige måder i sagen, og de to hovedpersoner skiftevis støtter og modarbejder hinanden. Og noget tyder på, at de måske
har leget med kræfter, hvis styrke de har undervurderet.
Romanen består af breve, som hoved- og bipersoner skriver til hinanden, og det lykkes forfatteren ganske godt at karakterisere personerne og forholdene mellem dem i deres breve. Et fremtrædende træk ved romanen er dens elegance. Valmont og markise de Merteuil er åbenhjertige i deres skildringer af erotiske fohold uden nogensinde at blive platte i deres sprogbrug. Og navnlig Valmont er til tider meget vittig. Som modsætning til hovedpersonernes kynisme kan ses den alvor, der i forskellige former kommer til udtryk hos andre brevskrivere.
En særlig historisk pointe ved bogen er, at den giver et interessant indblik i forholdene i Frankrigs højere kredse en halv snes år før den franske revolution.